# Zámecký dub v Chlumku
Zámecký dub v Chlumku je památný strom v bývalém anglickém parku zaniklého zámku (Nový zámek) v Dasnicích v lokalitě Chlumek v okrese Sokolov v Karlovarském kraji, přibližně 225 m zjz. od Starého zámku. Solitérní dub letní (Quercus robur) má dlouhé paprsky početných větví, které se z kmene oddělují již od výšky 3 m a některé se konci sklánějí až k zemi. Strom má bohatou korunu polokulovitého tvaru.
Strom má měřený obvod 413 cm, výšku 21 m (měření 2005). Za památný byl vyhlášen v roce 2008 jako esteticky zajímavý strom, součást kulturní památky a strom s významný vzrůstem.

## Stromy v okolí
- Klen v Hlavně
- Šenbauerův dub
- Bambasův dub
- Lípa v Arnoltově
- Dub u hráze

## Fotogalerie

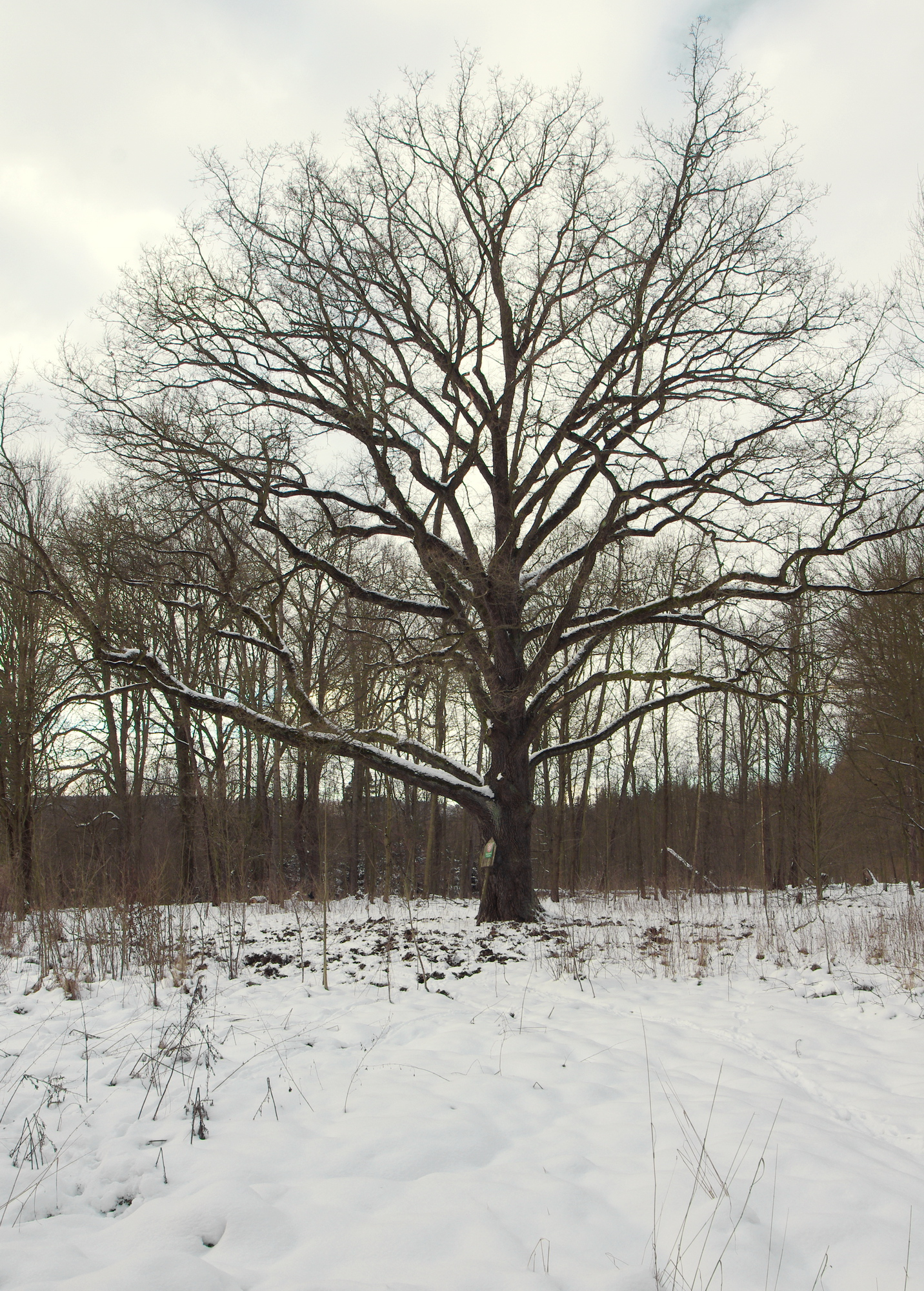
v únoru 2015
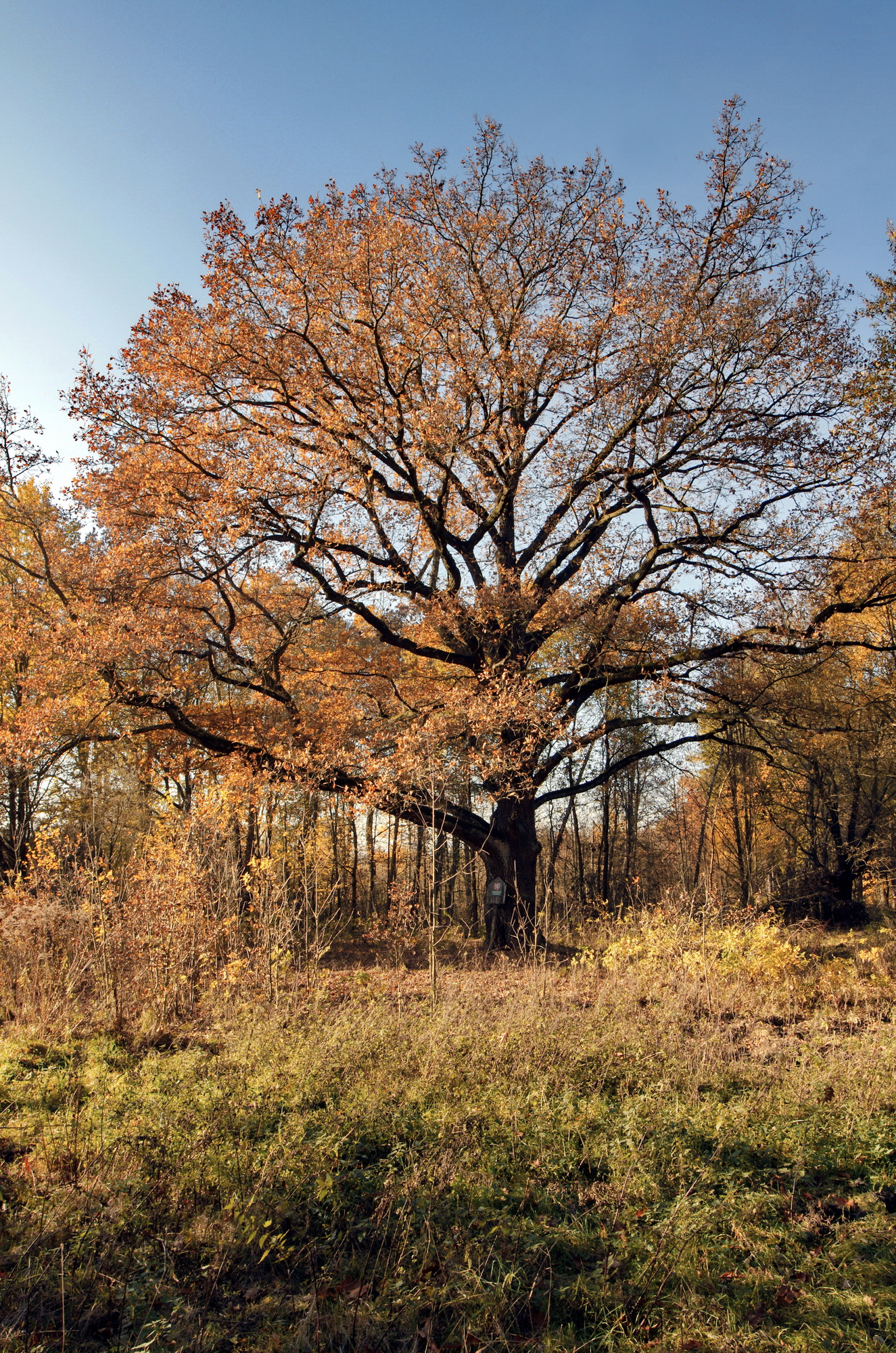
v říjnu 2015
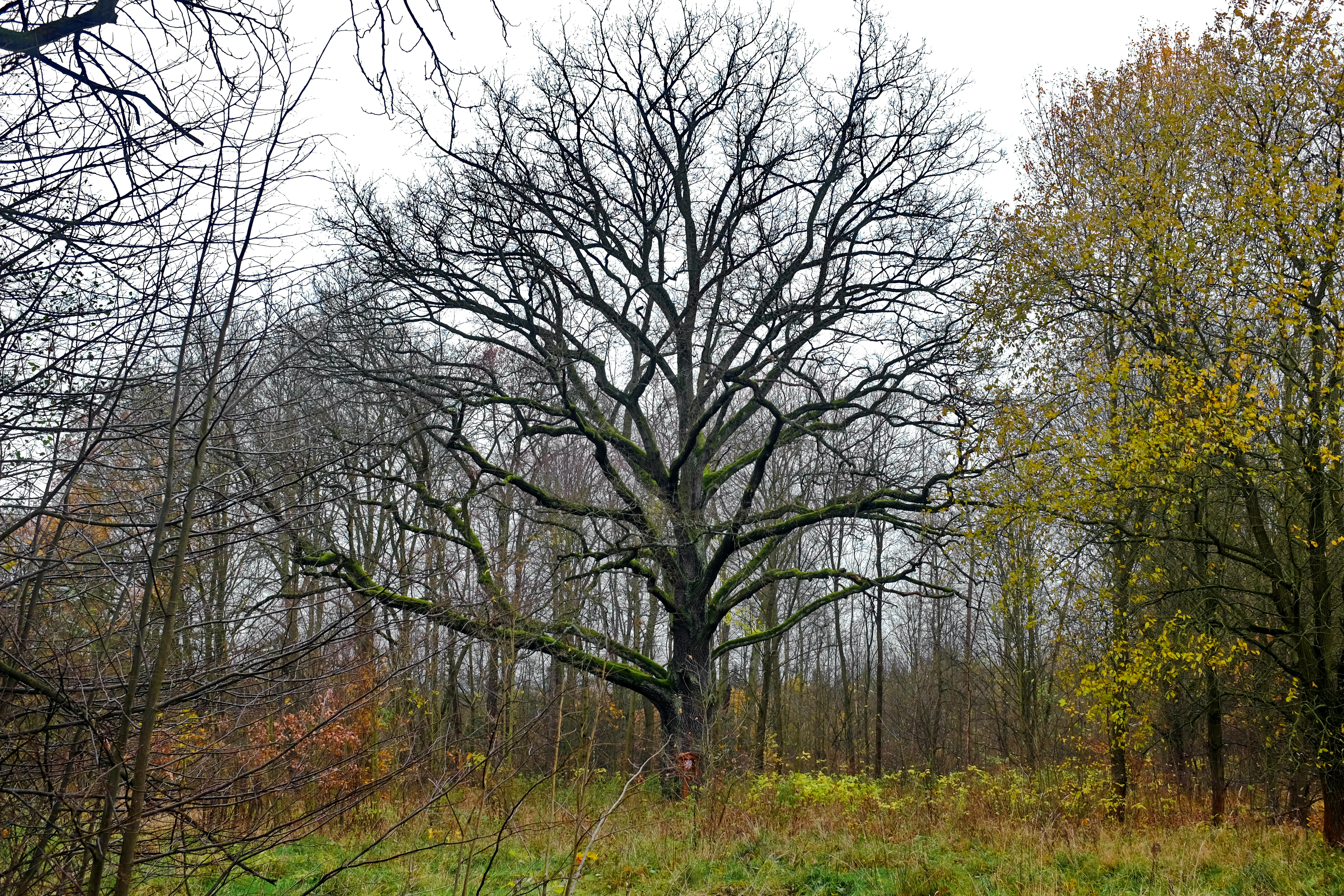
v listopadu 2017
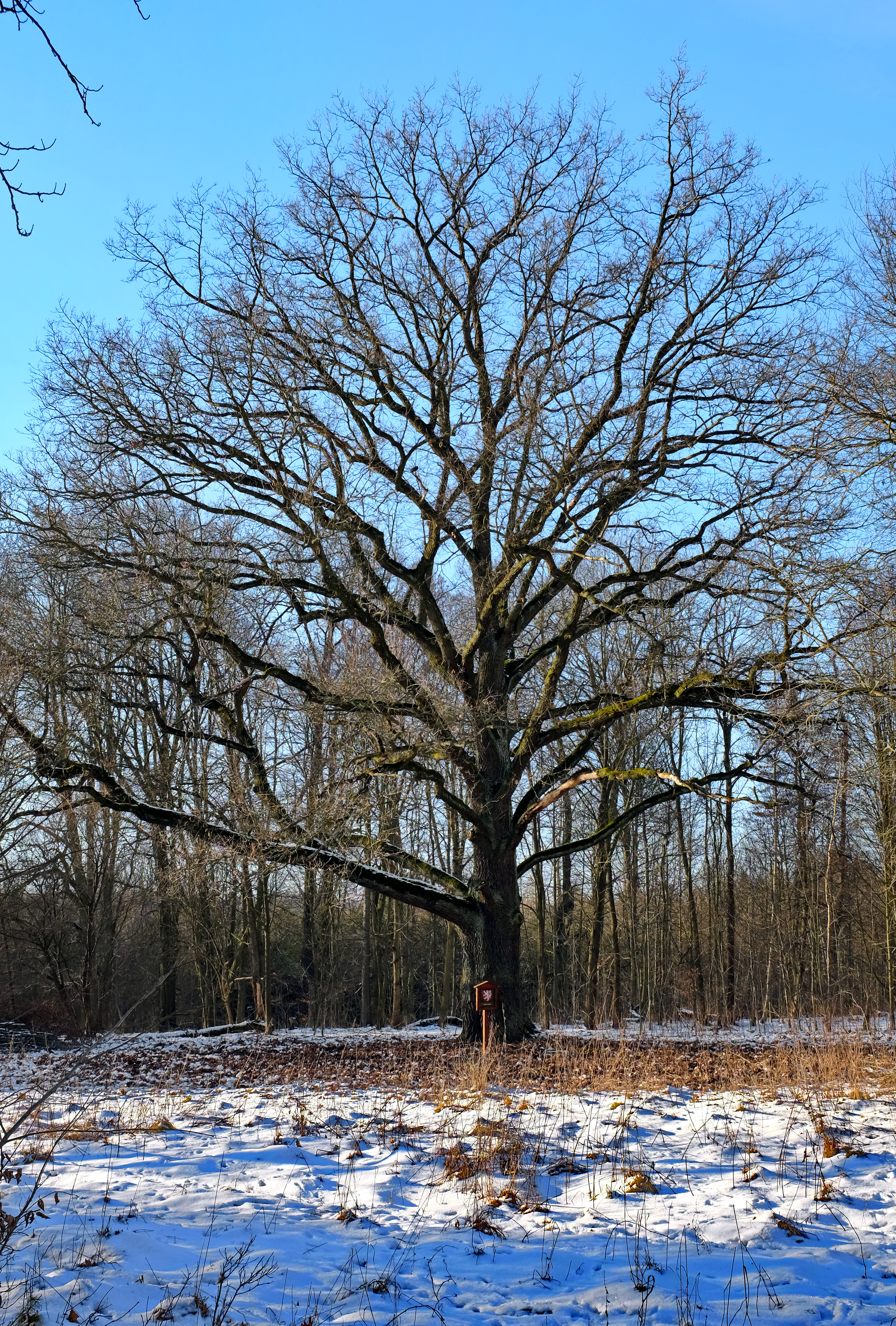
v lednu 2019